# Kameyama-juku

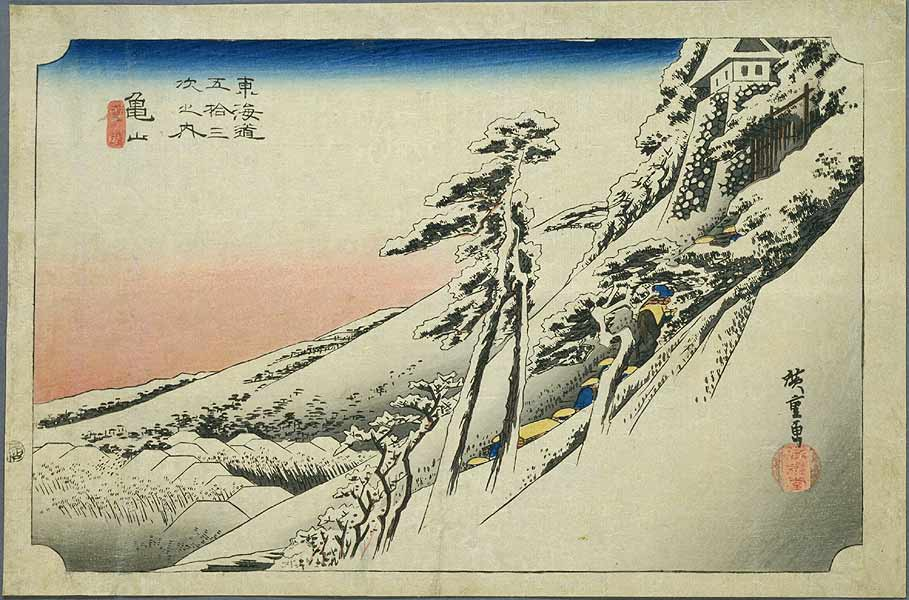
Stacja w latach 30. XIX wieku, Hiroshige Andō

Kameyama-juku (jap. 亀山宿 Kameyama-juku) – czterdziesta szósta z 53 stacji szlaku Tōkaidō, położona obecnie w mieście Kameyama, w prefekturze Mie w Japonii.